# Покровское кладбище (Рига)
Покровское кладбище (латыш. Pokrova kapi) — одно из старейших рижских кладбищ, место захоронения многих известных жителей Риги и Латвии в разные исторические периоды (с 1773 по 1964 год), представителей русской культурной среды, эмигрантов из советской и дореволюционной России.
Расположено между улицами Сенчу и Менесс, с северо-запада граничит с кладбищем Екаба (Яковлевским), с юго-востока — с комплексом зданий «Barona Centrs» (бывший завод резиновой обуви «Varonis»).
На территории кладбища расположены Церковь Покрова Пресвятой Богородицы и часовня Иоанна Крестителя.

## Историческая справка
В 1772 году вступил в силу указ Екатерины II о запрете на захоронения в городской черте, который был мотивирован эпидемией холеры, свирепствовавшей тогда в России. Сам приказ отправился в Лифляндию из Санкт-Петербурга в середине декабря 1772 года. Именно поэтому губернатор Юрий Броун столкнулся с задачей отвести под место захоронений представителей разных вероисповеданий новые участки территории за пределами городской крепости. К 1 июля 1773 года такие участки были определены и официально отведены под кладбища по рекомендации императрицы Екатерины Второй. Они располагались за тогдашними Рагульскими и Белильными воротами, которые обрамляли въезд в черту рижских предместий. До наших дней эти ворота не сохранились. Таким образом, кладбища, на которых хоронили людей, принадлежащих разным конфессиям, располагались в непосредственной близости друг от друга.
На соседних Большом и Яковлевском кладбище находили последний приют сторонники лютеранского и католического вероисповедания, из которых самыми известными являются основоположник эстонской поэзии Кристьян Яак Петерсон; этнический чех, собиратель лифляндских древностей, историк и рисовальщик Иоганн Христоф Бротце; поэт Андрейс Пумпурс; архитекторы Иоганн Даниэль Фельско, один из авторов проекта реорганизации Рижской крепости (1857—1853); Рейнгольдт Шмелинг, долгое время занимавший пост главного архитектора Риги; Вильгельм Нейман, основатель, архитектор и многолетний директор Рижского художественного музея.
На Покровском кладбище похоронены многие известные православные, деятели науки и культуры, купцы и меценаты, защитники края в периоды военных вторжений.
На рисунках краеведа Иоганна Христофа Бротце (периода двух последних десятилетий XVIII века) можно наблюдать Покровское кладбище на раннем этапе своего существования, на котором располагается деревянная часовня. Впоследствии этой часовне суждено будет перерасти в крупный кирпичный храм, отстроенный по проекту остзейского архитектора, академика Петербургской АХ Роберта Пфлуга.
Сперва три кладбища разделяли несколько песчаных холмов и между ним простиралась довольно обширная территория, которая со временем отводилась под захоронения, что привело в итоге к слиянию трёх кладбищенских комплексов. Автором новой каменной ограды вместо предыдущей деревянной стал именитый рижский архитектор Кристоф Хаберланд, творивший в стиле бюргерского классицизма. Ограда была воздвигнута в 1802 году.
В 1821 году был подписан указ о внутреннем реформировании кладбища, а исполнение проекта было поручено мастеру паркового искусства Иоганну Цигре. Ведущий садовод Риги предложил обустроить цветники на Покровском кладбище, а также засадить территорию захоронений декоративными кустарниками и провести новые дорожки. Именно в этот период обустройства погоста, которое продолжалось примерно до 1828 года, зародилась традиция воздвигать величественные склепы для представителей русских купеческих фамилий. Многие из этих погребальных строений не сохранились до наших дней. Также известно, что рижский торговец Карпов выделил деньги на основание прямоугольной декоративной площадки 90 на 30 саженей, а Цигра засадил её тополями в 1825 году.
Кладбище постоянно развивалось и расширялось, вплоть до середины XX века. Городской исполнительный комитет 23 апреля 1967 года вынес решение под номером 153, которое предполагало перестройку комплекса Большого кладбища в мемориальный парк. На некоторое время все захоронения на Покровском кладбище были прерваны. План мемориальной застройки Большого кладбища был окончательно утверждён в 1968 году. Проект реконструкции разросшегося участка Большого кладбища реализовала Карина Дауяте в 1977 году под эгидой архитектурного бюро «Латкоммунпроект». В начале и середине 70-х Карина Дауяте усиленно работала над проектом создания мемориального музея, посвящённого личностям, захороненным на территории кладбищ, в котором могли бы размещаться эксклюзивные экспонаты, посвящённые церковным деятелям, учёным, писателям, артистам и представителям других областей культуры. Известно, что этот амбициозный и, безусловно, многообещающий проект не был реализован, однако в 1973 году провели плановую инвентаризацию Покровского кладбища, в результате которого были зафиксированы 173 захоронения, которые обладали культурно-исторической ценностью. В то же время инвентаризация обнаружила 40 захоронений, которые были аттестованы как уникальные. Данные инвентаризации были частично опубликованы обозревателем Акселем Садовским 29 сентября 1998 года в газете Rīgas balss, выходившей на латышском языке. В то же время в советский период было известно о четырёх уникальных надгробных памятниках, которые располагались на погосте. В наше время таковых два: надгробный памятник поэтессе Ольге Шмидт, а также надгробная скульпутрная композиция, посвящённая Янису Закису и его жене Паулине. Что касается скульптурного памятника семьи правоведа и преподавателя ЛУ периода первой независимой Латвии Владимира Буковского, выполненного сыном-скульптором Львом Буковским (соавтор проекта Памятника Освободителям), то он был транспортирован в мастерскую.
С конца 1980-х годов в благоустройстве Покровского кладбища участвует Пушкинское общество Латвии.

## Часовня Иоанна Крестителя
Воздвигнута в память главы Латвийской православной церкви Иоанна Поммера, зверски замученного на архиерейской мызе на территории Царского сада (Межапарка).
Работами по возведению часовни от начала до конца руководил синодальный архитектор ЛПЦ (был назначен Иоанном Поммером на эту должность после 1924 года) Владимир Максович Шервинский. В 1935 году архитектор Шервинский, работавший над транспортировкой и установлением в Христорождественском кафедральном соборе иконостаса из упразднённого Алексеевского монастыря, с протоиереем И. Свемпом отправился на гарнизонное кладбище в Брасе для инспекции хранящихся там остатков взорванной часовни Александра Невского. Среди фрагментов часовни имелись майоликовые плиты, созданные в неовизантийском стиле, а также ценные мраморные колонны, составлявшие её внутреннее убранство. По совместному решению Свемпа и Шервинского части интерьера были отправлены в Синод, после чего перенаправлены на место воздвижения часовни Иоанна Крестителя на Покровский погост. Эскизы часовни (по которым её строил Шервинский) были выполнены художником Сергеем Антоновым. Наблюдателем архитектурных и строительных работ был студент архитектурного факультета Латвийского университета А. Емельянов. Закладку часовни святого Иоанна совершил митрополит Августин (Петерсон); она состоялась 15 июля 1936 года в 8 часов утра. 26 августа того же года на купол часовни был водружён восьмиконечный железный крест, а 11 октября 1936 года, в 16.00, в торжественной обстановке состоялся акт инаугурации часовни святого Иоанна над могиле священномученика Иоанна Поммера. Над входом в часовню в специальную нишу была помещена икона святого Иоанна Предтечи, выполненная на мозаичной фабрике в Венеции по эскизам русского мастера Е. Е. Климова. Часовню освятил митрополит Августин. Затем была совершена панихида на латышском и церковнославянском языках.

## На кладбище похоронены
На Покровском кладбище нашли свой последний приют представители русского купечества, русские губернаторы, видные деятели Латвии, художники, просветители. В братских могилах покоятся участники Первой мировой и Великой Отечественной войн. 

### Священнослужители
- протоиерей Василий Сергеевич Князев, настоятель Христорождественского кафедрального собора;
- Сергий (Воскресенский), митрополит Виленский и Литовский, Патриарший экзарх Латвии и Эстонии, основатель Псковской православной миссии в годы Великой Отечественной войны;
- протоиерей Капитон Симеонович Васильков;
- протоиерей Николай Иванович Дмитриевский, ректор Рижской Духовной семинарии;
- протоиерей Михаил Михайлович Дрекслер, ректор Рижской и Псковской Духовных семинарий;
- преподаватель Закона Божьего в Александровской и Ломоносовской гимназиях протоиерей Сергей Матвеевич Королёв;
- настоятель церкви Благовещения Богородицы протоиерей Василий Иванович Преображенский;
- учитель русского языка Рижской духовной семинарии Игорь Антонович Золин;
- настоятель рижской Всехсвятской церкви протоиерей Андрей Цветиков.

### Деятели науки и культуры, врачи и военные
- Артмане, Вия Фрицевна — выдающаяся латвийская советская актриса театра и кино, народная артистка СССР;
- Дыдоров, Климент Иванович — видный военный деятель
- Максим Ипполитович Ганфман — редактор;
- Юрий Гончаренко-Галич — поэт и публицист, военный деятель в чине генерала русской кавалерии;
- Пётр Мосевич Пильский, журналист четвёртой по популярности в русской эмиграции газеты «Сегодня»;
- Марианна Борисовна Черкасская, певица, обладавшая уникальным сопрано;
- Юлия Васильевна Рожанская-Смоленкова, первая супруга Алексея Николаевича Толстого, с которым она прожила в браке с 1901 по 1907 год;
- Эйжен Финк, известный в Латвии прорицатель, предсказания которого часто сбывались;
- Евграф Васильевич Чешихин, основатель «Рижского вестника», краевед и публицист, подвижник в области развития и продвижения русской культуры, сторонник национального примирения русских, латышей и остзейцев;
- Ольга Захаровна Шмидт (писавшая под псевдонимом Ольга Долматова), поэтесса, полиглот;
- Эдельсон, Аполлон Николаевич, главный архитектор Рижской Епархии, а также его супруга Маргарита Тотлебен, двоюродная сестра военачальника и выдающегося инженера Эдуарда Ивановича Тотлебена.
- Михаил Михайлович Максимович, врач, инициатор создания лечебниц на Рижском взморье для солдат;
- Адриан Павлович Моссаковский, педагог, директор Ломоносовской гимназии;
- Сергей Рудольфович Минцлов, писатель, обладатель уникальной исторической библиотеки, книголюб и ценитель русской культуры;
- Наталья Ивановна Колюбакина, родная тётя Даниила Хармса;
- Юрий Львович де Бур, актёр театра Русской драмы;
- Дмитрий Алексеевич Смирнов, актёр русской оперы, стяжавший мировую известность;
- Арабажин, Константин Иванович, российский и украинский литературовед, ректор Русских университетских курсов;
- Владимир Владимирович Клопотовский, фельетонист и редактор «Двинского вестника» и «Русского вестника»;
- Борис Дмитриевич Манаков, пионер российского воздухоплавания.